# John Dierkes
John Dierkes (né le 10 février 1905 à Cincinnati, Ohio, et mort le 8 janvier 1975 à Los Angeles, Californie) est un acteur américain.

## Filmographie partielle
- 1948 : Macbeth, d'Orson Welles : Ross
- 1951 : La Charge victorieuse (The Red Badge of Courage), de John Huston : Le grand soldat
- 1951 : La Ville d'argent (Silver City), de Byron Haskin : Arnie
- 1951 : La Chose d'un autre monde  (The Thing from Another World), de Christian Nyby : Dr. Chapman
- 1953 : Deux Nigauds contre le Dr Jekyll et Mr Hyde (Abbott and Costello Meet Dr. Jekyll and Mr. Hyde), de Charles Lamont : Batley
- 1953 : Le Voleur de minuit (The Moonlighter), de Roy Rowland : Shérif Daws
- 1954 : Tornade (Passion), d'Allan Dwan : Escobar
- 1954 : Le Raid (The Raid), de Hugo Fregonese : Fred Deane
- 1954 : Quand la Marabunta gronde (The Naked Jungle), de Byron Haskin : Gruber
- 1954 : The Desperado de Thomas Carr : Sergent de police
- 1955 : La Loi du plus fort (Timberjack) de Joseph Kane
- 1956 : L'Homme de nulle part (Jubal), de Delmer Daves : Carson
- 1957 : Valerie de Gerd Oswald
- 1957 : La Fille du Docteur Jekyll (Daughter of Dr. Jekyll) d'Edgar Georg Ulmer
- 1958 : Le Gaucher (The Left Handed Gun), d'Arthur Penn : McSween
- 1959 : La Colline des potences (The Hanging Tree), de Delmer Daves : Society Red
- 1960 : Alamo, de John Wayne : Jocko Robertson
- 1962 : L'Enterré vivant (The Premature Burial), de Roger Corman : Sweeney
- 1963 : Le Corbeau (The Raven), de Roger Corman : Roderick Craven
- 1963 : L'Horrible Cas du docteur X (X : The Man with the X-Ray Eyes), de Roger Corman : Le prêcheur
- 1963 : La Malédiction d'Arkham (The Haunted Palace), de Roger Corman : Benjamin West
- 1971 : Le Survivant (The Omega Man), de Boris Sagal : Un membre de la famille
- 1972 : Rage, de George C. Scott : Bill Parker

## Télévision partielle
- 1958-1959 : Au nom de la loi (Wanted Dead or Alive) (série TV) Saison 1 épisode 9 : Charlie